# ليندا وانغ (ممثلة)
ليندا وانغ (بالصينية: 王憲苓) هي عارضة وممثلة أمريكية، ولدت في 20 نوفمبر 1945 بلوس أنجلوس في الولايات المتحدة.

## وصلات خارجية
- ليندا وانغ على موقع IMDb (الإنجليزية)
- ليندا وانغ على موقع قاعدة بيانات الفيلم (الإنجليزية)